# Фридрих IV (ландграф Тюрингии)
Фридрих IV, прозвища — Миролюбивый, Простой, Покладистый, Младший (нем. Friedrich IV. der Friedfertige, der Einfältige, der Jüngere; до 30 ноября 1384 — 17 мая 1440) — ландграф Тюрингии с 1406 года из династии Веттинов. Также владел частью маркграфства Мейсенского.

## Биография
Фридрих был сыном Балтасара Тюрингского и его первой жены Маргариты Нюрнбергской.
В 1407 году женился на Анне (ум. 1431), дочери графа Гюнтера XXX Шварцбург-Бланкенбургского. Детей не было.
Ландграф Фридрих был слабым правителем и находился под влиянием жены и её родственников. Тратил огромные средства на содержание своего двора, из-за чего раздавал титулы, распродавал и закладывал земельные владения.
В 1436 году распорядился изгнать из Тюрингии евреев.
После смерти бездетного Фридриха ландграфство Тюрингия досталось его племянникам — Фридриху и Вильгельму. Ещё раньше они завладели его мейсенскими землями, выкупив их за 15 тысяч гульденов.